# Auer Mühlbach
Auer Mühlbach là một con rạch dài khoảng 7 km, lấy nước từ sông Isar và ngày nay phần lớn thuộc hệ thống Kênh rạch thành phố ở miền nam của München. Nó chảy ở hướng đông của nhánh chính sông Isar và được phân loại là sông ngòi cấp 3 với lượng nước chảy ra vào khoảng 10 m3 mỗi giây.

## Lịch sử

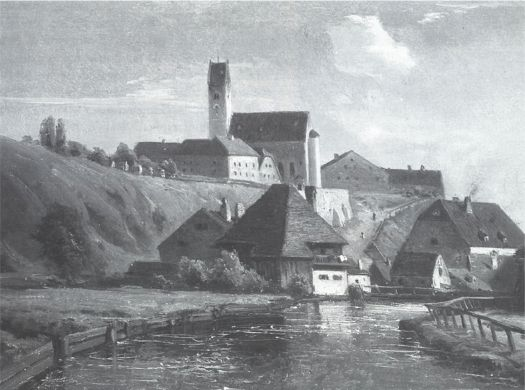
Auer Mühlbach ở Giesing khoảng 1850

Từ trước khi thành phố München được chính thức thành lập, sức nước của sông Isar đã được dùng để chạy các nhà máy xay. Vì dòng sông Isar, cho tới khi càng ngày càng được điều chỉnh vào thế kỷ 19, là một dòng sông hoang dã từ trên núi chảy xuống, hướng nước chảy hay thay đổi, và lượng nước lên xuống rất khác biệt, cho nên người ta không xây các nhà máy xay nằm trực tiếp ở dòng sông chính. Thay vào đó người ta đào các con kinh dẫn nước vào các nhánh phụ gọi là Mühlbach để có thể điều chỉnh lượng nước chảy luôn ở một độ nhất định. Lần đầu tiên mà một con kinh và nhà máy xay ở vùng Kiesingenum (ngày nay Untergiesing) được nhắc tới trong một văn kiện là vào năm 957.